# Programmeerstijl
Bij het schrijven van computerprogramma's in een bepaalde computertaal heeft de programmeur of het team van programmeurs een zekere vrijheid. De invulling van deze vrijheid wordt de programmeerstijl genoemd.
Hoewel programmeertalen doorgaans een strakke en formele syntaxis hebben, bestaan er vrijheden op het punt van
- de opmaak
- de naamgeving
- de omzetting van algoritmes in een specifieke computertaal

## Opmaak
De leesbaarheid van de computertaal wordt onder meer beïnvloed door het gebruik van inspringen en het al dan niet schrijven van meerdere commando's op een regel. Voor de computer zijn deze verschillen niet van belang. Voor mensen is hun invloed zodanig groot, dat het lezen en begrijpen van code in een andere opmaakstijl bemoeilijkt wordt en binnen een project met meerdere programmeurs hierover veelal afspraken gemaakt (moeten) worden.

## Naamgeving
De naamgeving van variabelen en functies, het gebruik van hoofdletters, kleine letters, mengvormen en het gebruik van afkortingen of juist van betekenisloze namen volgt in verschillende computertalen andere conventies. De meeste talen laten de programmeur vrij, deze conventies te volgen dan wel de conventie van de ene taal in een andere taal te gebruiken. Enkele voorbeelden: "variabele1", "var1", "Var_1", "Variable1", "BelangrijkeFunctie", "Bel_func", etc.

## Omzetting van Algoritmes
In de meeste talen kunnen algoritmes op verschillende manier geschreven worden. Met control flow-commando's zoals "while...do func()", "until ... repeat func()", "if ... goto func() else goto y", kunnen commandoblokken herhaald worden. Sommige talen kennen subtiele verschillen tussen deze constructies, bijvoorbeeld in de uitvoeringssnelheid, maar veelal is het de voorkeur van de programmeur die de keuze bepaald.

## Ontwikkelmethodieken
In het bedrijfsleven worden computerprogramma's veelal volgens een bepaalde methodiek ontwikkeld, b.v. Prince2 of DSDM. Deze methodieken leggen naast de projectplanningsmethodiek vaak ook de manier van programmeren vast.
Andere methodieken, zoals XP (eXtreme Programming), definiëren alleen de functieblokken en de communicatie tussen de blokken. De programmeurs zijn vrij hun eigen stijl te volgen in de realisering van hun aandeel, daar ze in principe ook niet elkaars code hoeven te lezen.